# William Hill
William Hill es una casa de apuestas del Reino Unido y está considerada como una de las más importantes de ese país. Es parte del Índice FTSE 250 además de cotizar la Bolsa de Valores de Londres. Es pionera en las apuestas deportivas en línea.

## Operaciones
William Hill tiene oficinas en diferentes lugares del mundo además del Reino Unido, Irlanda y Gibraltar. También cuenta 
con sucursales administrativas en Nevada (EE. UU.), Madrid, Milán, Sofía, Manila y Tel Aviv. 
La empresa cuenta con decenas de tiendas de apuestas en todo el Reino Unido por lo que su presencia física y virtual es 
muy importante. De acuerdo al último relevamiento de datos oficiales en 2013 William Hill tiene 2432 tiendas. 
Gracias a su alta popularidad entre la población británica, en 2004 la compañía presentó su canal de TV paga que estuvo al aire hasta 2006 ofreciendo programación especializada en apuestas deportivas. En la actualidad ofrece contenido audiovisual a través de su página de Internet orientada a los apostadores de pronósticos deportivos.
Años atrás, en 2009, William Hill mudó su domicilio fiscal a Gibraltar y también comenzó a operar en la India. Además abrió operaciones en Nevada, único estado de los Estados Unidos que habilita las apuestas deportivas tal como se ofrecen en William Hill. 
William Hill emplea actualmente a más de 17.000 personas en nueve países. 
Recientemente la compañía ha hecho públicas las cifras principales de 2013 entre las que se destacan las cantidades apostadas (7.800 millones de libras +33%) e ingresos netos (1.490 millones de libras +16%). 
La operación en el Reino Unido representó el 91% de los ingresos en 2012 y el 85% en 2013. Mercados como España, Italia, EE. UU. y Australia se encuentran en el foco de la estrategia actual de William Hill.

## España
Las apuestas en España sufrieron una fuerte modificación en su estructura legal en 2011 luego de que se aprobara la Ley 
de Regulación de Juego de España que fue votada con la intención de legislar uno de los mercados de juego más importantes del mundo.
La iniciativa legal, que entró en vigencia en junio de 2012, tiene como meta regular las apuestas en línea en España, una actividad que trasciende claramente las fronteras regionales y requiere de una fuerte coordinación. Ante ese cambio, William Hill adecuó su operación en España de forma tal que pudiera cumplir con todos los requisitos que la nueva ley imponía respecto a operaciones de juego nacionales en línea, televisión, apuestas móviles, casas de apuestas y cualquier otro sistema de comunicación interactiva.
En 2009, dos años antes de las nuevas regulaciones a la actividad, William Hill se convirtió en el patrocinador de la camiseta del Málaga C.F. un equipo de fútbol de la Liga. Sin embargo, en 2011 se prohibió la publicidad, promoción y patrocinio de toda actividad relacionada con las apuestas por lo que William Hill retiró su marca del club español.

## Compromiso y juego responsable
La penetración de los juegos y apuestas en línea ha generado un fuerte debate en Europa sobre el acceso indiscriminado a la oferta de entretenimientos. En ese sentido, William Hill asumió un fuerte compromiso para advertir a los apostadores sobre los riesgos de la ludopatía y para combatir el acceso de menores de edad a las apuestas físicas y a través de los sitios web que promueven los pronósticos deportivos. 
William Hill es socio de la Asociación de Casas de Apuestas Británicas (ABB), un organismo que brega por el juego responsable y seguro y que regula las 
acciones de los diferentes corredores de apuestas del Reino Unido. 
En esa línea, William Hill es consciente de debe ofrecer un marco serio y comprometido para proporcionar una experiencia de juego sana y agradable, ya sea en la calle o en el sitio web.
William Hill asegura cumplir con las tres premisas de juego responsable: proteger a los niños u otras personas vulnerables de ser dañado o explotados por los juegos de azar, asegurarse de que el juego se lleva a cabo de una manera justa y transparente y evitar que los juegos de azar se conviertan en una fuente de delincuencia o que se utiliza para apoyar al crimen.

## Información sobre apuestas
El sitio de apuestas de William Hill cuenta con una sección especial de noticias al igual que su par de juegos de casino y póquer. Allí se puede acceder a información sobre todos los deportes presentes en la sala de apuestas y a otros contenidos relacionados. 
Además está William Hill Radio, que ofrece información sobre las carreras de caballos en tiempo real. La radio transmite desde la ciudad de Leeds donde se encuentran las oficinas y estudios de la compañía.

## Fundación William Hill
En 2011 se creó la Fundación William Hill. Establecida en agosto de 2011 con el 
objetivo de asistir a compañeros y sus familias con dificultades financieras extremas. 
La Fundación es una compañía registrada en su propio derecho y actúa de forma independiente de la casa de apuestas. 
En marzo de 2012 alcanzó la categoría de “Caridad” y se inscribió en el Registro de Beneficencia para Inglaterra y 
Gales. Ese mismo año comenzó a patrocinar a una escuela primaria Island de Kenia junto con William Hill para promover 
el desarrollo de un plan que ayude a cubrir las necesidades fundamentales y básicas de la institución como educación y 
salud.